# Eerik Marmei
Eerik Marmei (ur. 6 maja 1970 w Tartu) – estoński dyplomata, w latach 2013–2014 ambasador Estonii w Polsce, były ambasador w USA, obecnie ambasador na Łotwie. 

## Życiorys
W 1993 ukończył studia historyczne na Wydziale Filozoficznym Uniwersytetu w Tartu, a w 1996 studia w zakresie stosunków międzynarodowych na Uniwersytecie Notre Dame.
Od 1993 jest pracownikiem Ministerstwa Spraw Zagranicznych. Pracował m.in. w Departamencie Politycznym MSZ i Stałym Przedstawicielstwie Estonii przy NATO. Od 2000 do 2003 pracował w Ambasadzie Estonii w USA, a od 2005 do 2008 w Ambasadzie w Wielkiej Brytanii.
W latach 2008–2010 kierował Departamentem NATO i Unii Europejskiej w Ministerstwie Obrony, a od 2010 do 2013 wydziałem w Departamencie Politycznym MSZ.
Od 5 września 2013 pełnił przez krótki okres funkcję ambasadora Estonii w Polsce. Akredytowany również w Rumunii. W latach 2014–2017 stał na czele estońskiej placówki dyplomatycznej w USA. Następnie objął funkcję starszego badacza w Międzynarodowym Centrum Obrony i Bezpieczeństwa (2017–2018) oraz dyrektora generalnego departamentu planowania politycznego MSZ. 
W 2022 został ambasadorem na Łotwie.

## Odznaczenia
- Krzyż Komandorski Orderu Zasługi Rzeczypospolitej Polskiej (Polska, 2014)[6]
- Order Trzech Gwiazd III klasy (Łotwa, 2023)[7]